# Ischnomera griseicornis
Ischnomera griseicornis is een keversoort uit de familie schijnboktorren (Oedemeridae). De wetenschappelijke naam van de soort is voor het eerst geldig gepubliceerd in 1922 door Tonkin Pic.